# Rock and Roll Diary: 1967–1980
Rock and Roll Diary: 1967–1980 je kompilační album amerického kytaristy a zpěváka Lou Reeda, vydané v roce 1980 (na CD v roce 1994). Album obsahuje sólové nahrávky Lou Reeda, ale i nahrávky jeho dřívější skupiny The Velvet Underground.

## Seznam skladeb
1. „I'm Waiting for the Man“
2. „White Light/White Heat“
3. „I Heard Her Call My Name“
4. „Pale Blue Eyes“
5. „Beginning to See the Light“
6. „Sweet Jane“
7. „Rock & Roll“
8. „Heroin“ (live)
9. „Femme Fatale“ (live)
10. „Walk on the Wild Side“
11. „Berlin“
12. „Men of Good Fortune“
13. „The Kids“
14. „Coney Island Baby“ (live)
15. „Temporary Thing“
16. „All Through the Night“
17. „So Alone“
18. „How Do You Speak to an Angel“
19. „Keep Away“
20. „Street Hassle“

Album bylo vydané i na CD, ale až 27. září 1994.

## Seznam skladeb (CD)
1. „I’m Waiting for the Man“
2. „White Light/White Heat“
3. „I Heard Her Call My Name“
4. „Pale Blue Eyes“
5. „Sweet Jane“
6. „Rock & Roll“
7. „Heroin“ (live)
8. „Femme Fatale“ (live)
9. „Walk on the Wild Side“
10. „Berlin“
11. „Temporary Thing“
12. „All Through the Night“
13. „So Alone“
14. „Keep Away“
15. „Street Hassle“